# Nicolò Manfredini
Nicolò Manfredini (Ferrara, 1 de maio de 1988) é um futebolista italiano que atua como goleiro no Benevento.